# المشيرفة المنصورة (الرقة)
المشيرفة المنصورة قرية سورية تتبع ناحية المنصورة في منطقة الثورة في محافظة الرقة. بلغ عدد سكانها 807 نسمة في عام 2004 حسب إحصاء المكتب المركزي للإحصاء.